# Alohashirt

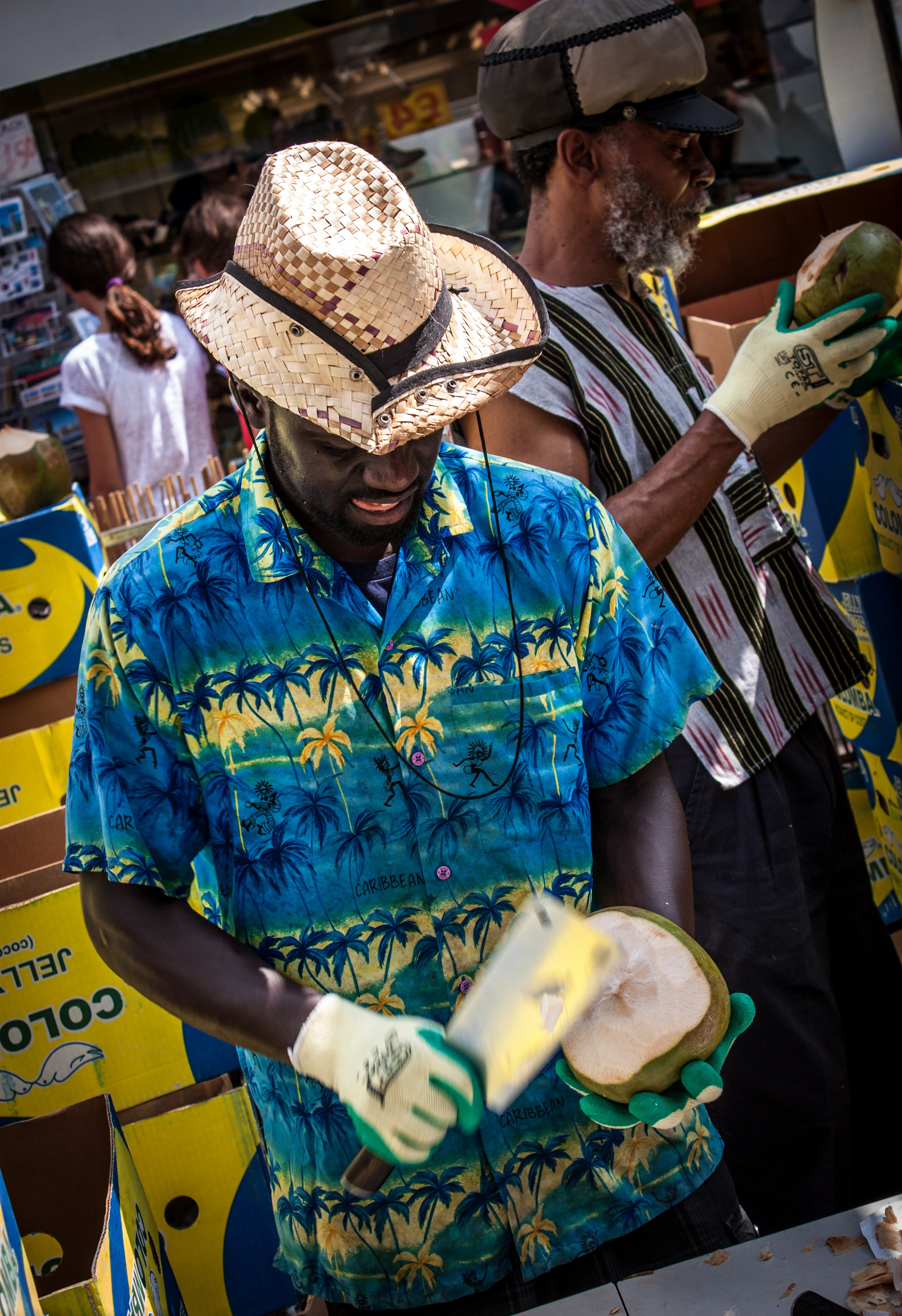
Kokosnootverkoper met veelkleurig alohashirt in Londen

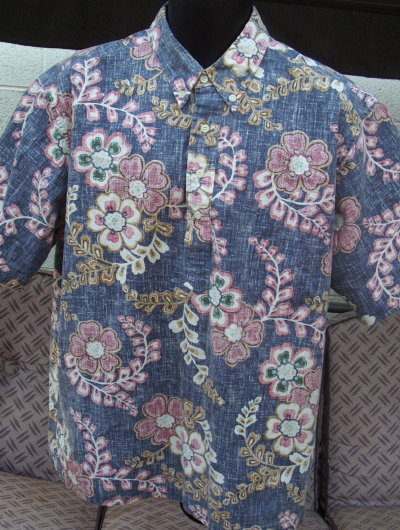
Alohashirt met een omgekeerde druk (reverse print)

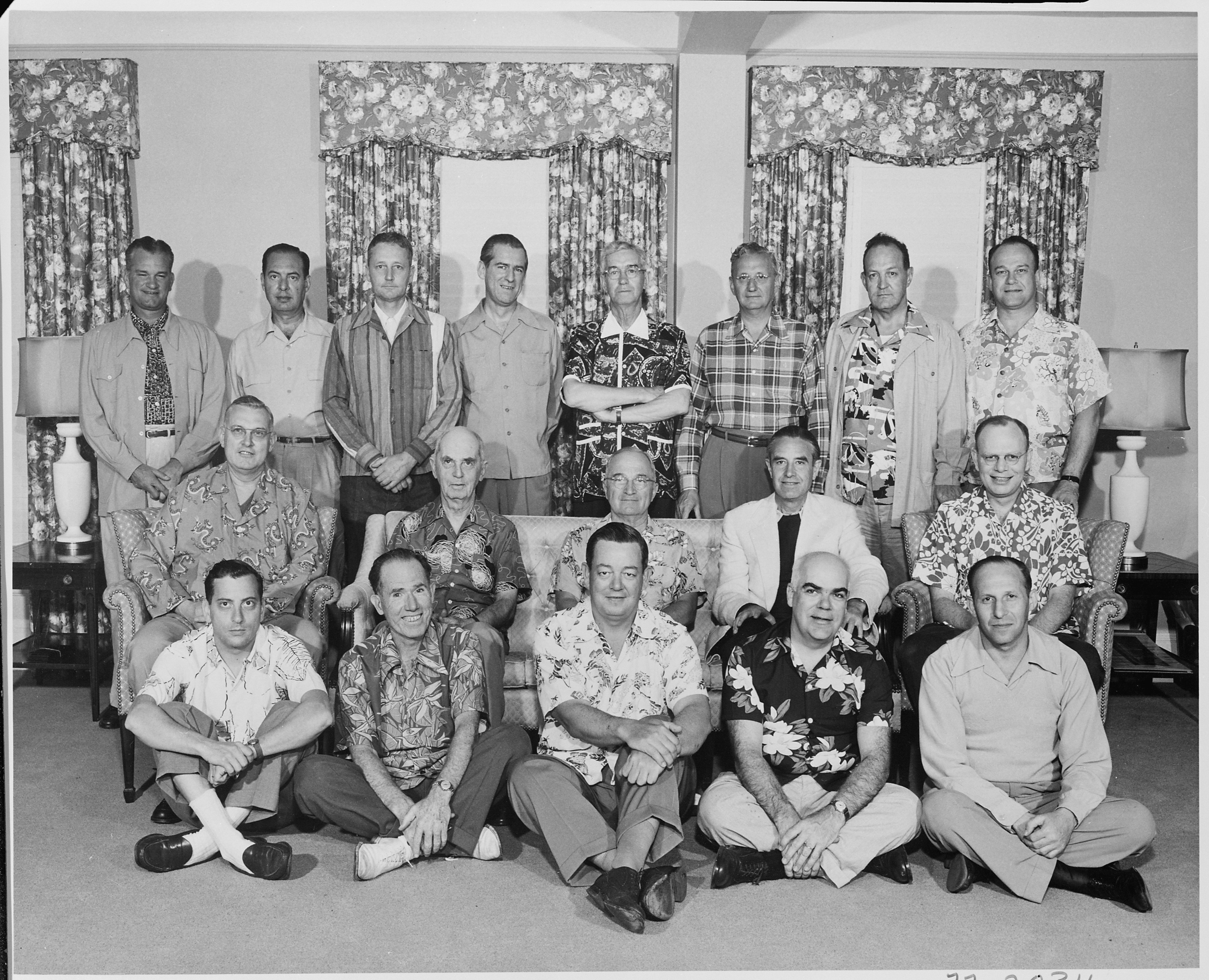
Oud-president Harry S. Truman in alohashirt

Het alohashirt, vaak een hawaïshirt genoemd, is een kledingstuk met tropische patronen dat oorspronkelijk van Hawaï komt. De shirts zijn bedrukt met een kleurrijk patroon, hebben een kraag en meestal korte mouwen. Sommige shirts zijn aan de binnenkant bedrukt, waardoor de kleuren matter ogen. Dit wordt "reverse print" genoemd (zie afbeelding). De shirts hebben knopen, soms over de gehele lengte, soms tot aan de borst. Alohashirts hebben vaak een borstzak aan de linkerkant, vaak op zo'n manier ingenaaid dat het patroon niet onderbroken wordt. De onderste zoom is recht: het is namelijk niet de bedoeling om het shirt in de broek te stoppen. Zowel mannen als vrouwen kunnen een alohashirt dragen.
Bekende alohashirtdragers zijn onder andere Frank Sinatra, Bing Crosby, Tom Selleck en Elvis Presley. Presley droeg een kenmerkend blauw alohashirt in de film Blue Hawaii uit 1963.

## Geschiedenis
Missionarissen introduceerden een eenkleurig werkshirt (“palaka”) voor mannen; vrouwen droegen lange, vormeloze jurken (“muumuus”). Deze kleding werd gemaakt van tapa. Aanvankelijk waren de stoffen eenkleurig, maar al snel werden patronen toegevoegd. Net als de bevolking van Hawaï is het shirt een culturele mix. Het ontstond in de jaren dertig van de twintigste eeuw als een mix van Polinesische dracht, de Japanse kimono en een westerse hang naar exotische dingen.
Als in de jaren twintig van de twintigste eeuw Amerikaanse toeristen de eilanden aandoen met cruiseschepen, worden de eerste op deze kleding geïnspireerde shirts verkocht. De Hawaïanen zelf droegen deze hemden op trouwerijen en andere speciale gebeurtenissen. 
Ellery J. Chun is de naamgever en de eerste massaproducent van de alohashirts. Chun liet een paar dozijn shirts, geïnspireerd op de "palaka", maken van kleurrijke Japanse yukata-stof, om zo tijdens de Great Depression zijn handel op peil te kunnen houden. Surfers en beachboys beginnen de trend op te pakken. Het shirt populariseert verder als soldaten de Hawaïaanse shirts na de Tweede Wereldoorlog meenemen uit de Pacific en Azië..
In 1946 stelde de Kamer van Koophandel in Honolulu voor om werknemers in de zomermaanden toe te staan een alohashirt te dragen. De zakenwereld was destijds nog tegen: hoe warm het ook is, een zakenman draagt een pak en een das. Maar de stad Honolulu, en later het gehele eiland, stond het dragen van het alohashirt toe van juni tot oktober. In de vroege jaren zestig van de twintigste eeuw kwamen ontwerpers met wat rustiger ontwerpen en kledingbedrijven begonnen een campagne om "Aloha Friday" te introduceren, een traditie die in 1966 zijn intrede deed. Op die dag mochten werknemers een alohashirt dragen. Deze traditie is naar het vasteland overgeslagen waar het "Casual Friday" wordt genoemd. Vandaag de dag staan alle werkgevers het continu dragen van een alohashirt toe.